# جاكا كلوبوتشار
جاكا كلوبوتشار (بالسلوفينية: Jaka Klobučar)‏ مواليد 19 أغسطس 1987 في نوفو ميتسو، جمهورية يوغوسلافيا الاشتراكية الاتحادية، هو لاعب كرة سلة سلوفيني. بدأ مسيرته الاحترافية في سنة 2003. يلعب في الدوري التركي لكرة السلة. يحمل الرقم 24. يبلغ طوله 6 قدم 6 بوصة (2.0 م).

## المسيرة الاحترافية
لعب مع نادي كركا لكرة السلة من سنة 2003 إلى 2005، ثم لعب مع نادي أوليمبيا لكرة السلة من سنة 2008 إلى 2010، ثم لعب مع نادي بارتيزان لكرة السلة في موسم 2010–2011، ثم لعب مع نادي أوليمبيا لكرة السلة في سنة 2011، ثم لعب مع راتيوفارم أولم في الدوري الألماني في موسم 2014–2015.

## إحصائيات المسيرة

### الدوري الأوروبي
| السنة   | الفريق                   | لعب | بدأ | دقيقة | ميداني% | ثلاثية | حرة  | ارتداد | صنع | استلاب | تصدي | نقطة | أداء |
| ------- | ------------------------ | --- | --- | ----- | ------- | ------ | ---- | ------ | --- | ------ | ---- | ---- | ---- |
| 2008–09 | نادي أوليمبيا لكرة السلة | 9   | 4   | 16.1  | .237    | .125   | .667 | 2.2    | .9  | .4     | .0   | 3.8  | 1.8  |
| 2009–10 | نادي أوليمبيا لكرة السلة | 9   | 4   | 11.1  | .350    | .417   | .333 | .9     | .6  | .8     | .0   | 2.3  | .6   |
| 2010–11 | نادي بارتيزان لكرة السلة | 16  | 2   | 10.4  | .313    | .194   | .625 | .8     | .7  | .4     | .0   | 2.8  | .6   |
| المسيرة |                          | 34  | 10  | 12.5  | .292    | .220   | .605 | 1.2    | .7  | .5     | .0   | 3.0  | 1.0  |

## روابط خارجية
- جاكا كلوبوتشار على موقع الاتحاد الدولي لكرة السلة (الإنجليزية)
- جاكا كلوبوتشار على موقع الدوري الأوروبي لكرة السلة (الإنجليزية)
- جاكا كلوبوتشار على موقع كرة السلة الأوروبية.كوم (الإنجليزية)
- جاكا كلوبوتشار على موقع ريلجم (الإنجليزية)
- جاكا كلوبوتشار على موقع بروبوليرز (الإنجليزية)
- جاكا كلوبوتشار على موقع سبورتس رفرنس (الإنجليزية)